# Жэньминь жибао
«Жэньми́нь жиба́о» (кит. трад. 人民日報, упр. 人民日报, пиньинь Rénmín Rìbào, палл. Жэньминь жибао, буквально: «Народная ежедневная газета») — китайская ежедневная газета, выходящая на китайском, русском, английском, японском, французском, испанском, арабском, монгольском, тибетском, уйгурском, казахском, корейском, носу и чжуанском языках; официальное печатное издание Центрального комитета Коммунистической партии Китая.
Газета «Жэньминь жибао» является одной из ведущих газет в мире и самой влиятельной газетой в Китае. Свыше тысячи журналистов работают в 70 корреспондентских отделениях в разных странах и районах мира. В 2015 году тираж газеты достигал 3 миллионов 500 тысяч и ежегодно увеличивался на более чем сто тысяч экземпляров.
15 июня 1948 года газета «Жэньминь жибао» начала публиковаться в Пиншане как издание бюро ЦК КПК Северного Китая, в марте 1949 года переведена в Бэйпин (ныне Пекин). Мао Цзэдун написал своим почерком её название. 1 августа 1949 года (незадолго до образования Китайской Народной Республики) Центральный комитет КПК принял решение превратить её в свою официальную газету. По состоянию на 2009 год печаталась в Пекине и более чем в 20 других китайских городах. 16 июля 1985 года создано зарубежное издание газеты, которое стало печататься в шести крупных городах мира.

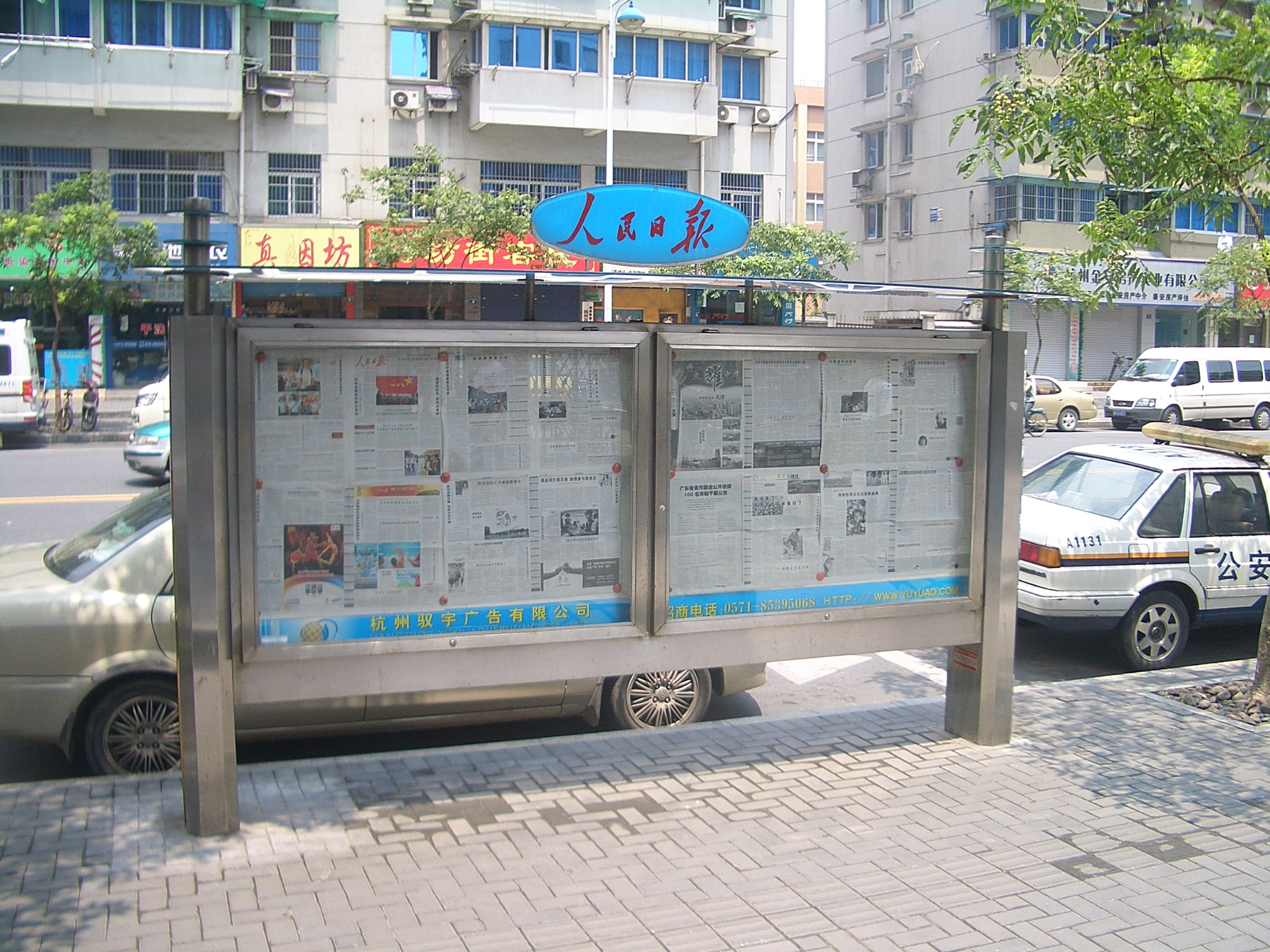
«Жэньминь жибао» на газетном стенде в Ханчжоу

С многолетним развитием «Жэньминь жибао» вместе со своими десятками дочерних изданий (известных не только в стране, но и в мире) стала крупной организацией — холдингом «Жэньминь жибао».
В интернете газета «Жэньминь жибао» доступна на языках народов Китая и основных иностранных языках. Сайт на русском языке был официально открыт 5 июня 2001 года. Это один из ведущих официальных русскоязычных информационных порталов КНР.
Руководство страны и компартии Китая уделяет большое внимание и оказывает огромную поддержку холдингу «Жэньминь жибао».
Одним из подразделений «Жэньминь жибао» является компания People.cn Co. Ltd, владеющая сайтом газеты. В 2012 году 25 % акций People.cn Co. Ltd были размещены на Шанхайской фондовой бирже.